# Prostitution i Ukraina
Prostitution är förbjudet enligt lag i Ukraina, vilket framgår av landets strafflag. Straffet för den som arbetar med prostitution för sin försörjning är böter alternativt samhällstjänst. 